# حارة السلام (المعلا)
حارة السلام هي إحدى حارات حي مدرم الواقع بمديرية المعلا التابعة لمحافظة عدن، بلغ تعداد سكانها 1236 نسمة حسب تعداد اليمن لعام 2004.